# Abd al-Mayid Ben Jelloun
Abd al-Mayid Ben Jelloun (Casablanca, 1919 - 1981) fou un novel·lista, periodista i ambaixador marroquí. Passà la seva infantesa entre Manchester i Fes. Va estudiar filosofia i lletres i periodisme a la Universitat del Caire, on va ser un dels fundadors i posterior director de l'Oficina del Magreb Àrab, institució creada per promoure les independències nacionals al Magreb. El 1956, amb la independència del Marroc, Ben Jelloun va tornar a Marràqueix i va passar a ocupar el càrrec de cap de redacció del diari Al-Alam, portaveu del partit nacionalista Al-Istiqlal. A part d'altres càrrecs polítics importants, aquest escriptor marroquí és conegut per la seva obra autobiogràfica “De la niñez”, on recrea el retrobament d'un jove marroquí amb el seu país després d'una llarga absència a Europa. En tres ocasions aquesta obra va obtenir el Premi Nacional de les Lletres Marroquines.